# Golleschau
Le camp de concentration annexe situé à Goleszów (en allemand : Golleschau), près de Cieszyn, en Pologne, faisait partie des 44 camps de travail forcé, qui dépendaient du camp principal nazi d'Auschwitz.

## Descriptif
Il était constitué d'une carrière de pierre et d'une cimenterie qui appartenaient à la société SS Golleschauer Portland-Zemment AG. Ouvert durant l'été 1942, il détenait en moyenne 400 à 500 prisonniers, principalement des Juifs. Au printemps 1944, après l'arrivée de Juifs polonais, tchèques et hongrois, un millier de prisonniers y était détenu.
Les commandants de Golleschau furent respectivement les SS-Oberscharführers, Erich Picklapp, Hans Mirbeth et Horst Czerwiński.
Le travail des kommandos consistait à poser des voies ferrées, à casser des pierres, à alimenter les fours de l'usine pour les brûler et à emballer le ciment dans des sacs.
Sur les 2 348 prisonniers enregistrés dans ce camp, près de 130 y sont morts tandis que plus de 1 200 ont été envoyés à Birkenau et Monowitz car inaptes au travail.
En janvier 1945, le camp fut évacué vers Wodzisław Śląski, et de là, vers Sachsenhausen et Flossenbürg.